# Doronicum carpetanum
Doronicum carpetanum é uma espécie de planta com flor pertencente à família Asteraceae. 
A autoridade científica da espécie é Boiss. & Reuter ex Willk. & Lange, tendo sido publicada em Prodromus Florae Hispanicae 2: 108. 1865.

## Portugal
Trata-se de uma espécie presente no território português, nomeadamente os seguintes táxones infraespecíficos:
- Doronicum carpetanum subsp. pubescens - presente em Portugal Continental. Em termos de naturalidade é endémica da Península Ibérica. Não se encontra protegida por legislação portuguesa ou da Comunidade Europeia.
- Doronicum carpetanum subsp. carpetanum - presente em Portugal Continental. Em termos de naturalidade é nativa da região atrás referida. Não se encontra protegida por legislação portuguesa ou da Comunidade Europeia.